# Фоменко, Лидия Николаевна
Лидия Николаевна Фоменко (1909—1974) — советский литературный критик и писательница. Кандидат филологических наук. Заведовала отделом критики в «Литературной России». Член и «рабочий» секретарь Союза писателей.

## Биография
Лидия Фоменко родилась в Ростове-на-Дону 3 (16) марта 1909 года. В 1930 она окончила Северо-Кавказский университет. В 1946 вступила в КПСС. С 1948 начала публиковаться. Уже работая в «Литературной России» была знакома со многими советскими писателями, на книги которых она и её подчиненные писали рецензии. Среди её знакомых — Н. М. Грибачёв, В. П. Астафьев, И. Л. Андроников.
Скончалась в 1974 году.

## Творчество
В дальнейшем выступала со статьями и книгами по проблемам современной советской литературы, содержание которых строго соответствовало «линии партии» на текущий момент времени. Таковы её книги «Роль советской литературы в коммунистическом воспитании народа» (М., 1953), «Образ советского воина в художественной литературе» (совместно с А. М. Никитиным, 1963), «Хлеб и книга» (М., 1964), а также «Черты времени. Идеи и характеры в прозе 60-х годов» (1970). Автор книги «Взаимосвязи советской и зарубежной литератур» (1956).
Написала книгу об Анри Барбюсе (1962, в соавторстве с И. Гуро), ряд очерков о В. В. Воровском, Н. Г. Полетаеве, В. А. Шелгунове (1968, переизд. 1971), и других. Написала очерки творчества Марии Прилежаевой (1962, переизд. 1971) и Юрия Яковлева (1974). Стала автором исторической повести «Один из семи» (1968) на революционную тему и революционной повести «Камрад Поль», вошедшей в книгу «Высокий порог» (М., 1971).